# 비분리

1. 감수 1 분열 I 2. 감수 2 분열 II 3. 수정 4. 접합자.
파란 화살표가 있는 왼쪽 그림은 감수 2 분열 중 일어나는 비분리이다. 녹색 화살표가 있는 오른쪽 그림은 감수 1 분열 중 일어나는 비분리이다. 비분리는 염색체가 정상적으로 분리하는 일에 실패할 때 발생하며 그 결과 염색체가 많거나 적어진다.

비분리(非分離, 영어: nondisjunction)는 상동 염색체나 자매 염색분체가 세포 분열 중 올바르게 분리하지 못하는 현상이다. 비분열(非分裂), 비분리 현상, 염색체 비분리, 염색체 비분리 현상이라고도 한다. 비분리에는 3가지 형태가 있다: 상동 염색체 쌍이 감수 1 분열 분리를 실패하는 경우, 자매 염색분체가 감수 2 분열 중 분리를 실패하는 경우, 자매 염색분체가 유사 분열 중 분리를 실패하는 경우.

## 결과 및 사례
비분리는 일반적으로 이수성 딸세포들을 만들어내는데, 진핵생물, 특히 다세포 진핵생물(일반적으로 이 경우 "동물세포"를 이야기한다.) '정상적으로' 분열하였을 경우 체세포 유사분열의 결과 딸세포의 핵상은 {\displaystyle 2n}이 되며, 생식세포 분열 결과 딸세포의 핵상은 모두 {\displaystyle n}이 된다. 그러나 비분리 현상이 일어난 후 교정이 되지 않고 만들어진 딸세포의 핵상은 {\displaystyle 2n\pm x} (체세포 분열, {\displaystyle x}는 자연수이다.) 또는 {\displaystyle n\pm x} (생식세포 분열, {\displaystyle x}는 자연수이다.) 가 된다. 이미 "성체"가 된 개체의 경우 일반적으로 체세포 유사분열에서의 비분리로 인해 생성된 딸세포는 세포 내부 교정 체계에 의해 제거 혹은 간혹 교정되기도 하며, 이 딸세포가 세포 내부 체계에 의해 감지되지 못하였다 하더라도 세포 외부 면역계와 "의사소통"하는 과정에서 탐지되어 제거될 가능성이 있을 뿐더러, 이미 발생이 끝난 개체이므로 이러한 세포가 유의미하게 체세포 분열을 통해 다량으로 만들어지지 않는 이상 일반적으로 큰 해악은 없다. 그러나 포배기와 같은 발생 초기에 발생하는 이러한 체세포 유사분열 비분리 오류는 경우에 따라 치명적으로 작용할 수 있으며, 개체가 발생 중 사멸하는 원인이 될 수 있다. 반면, 생식세포의 비분리는 유성생식을 하는 대부분의 개체들에 대해 그 자손 세대의 표현형이 "비정상적인" 것이 되도록 하는 가장 큰 원인이 된다. 일부 비분리가 일어난 생식세포 딸세포는 부모의 면역 체계에 의해 제거되기도 하나, 일단 수정이 이루어진 이후에는 발생된 자손 포배가 비정상 표현형일 확률이 높다. 일례로, 인간의 대표적 유전 질환인 다운 증후군은 21번 염색체가 3개 존재함으로써 일어나는 정신 질환인데, 이는 부모의 생식 세포의 상염색체 비분리 현상으로 인한 것이 압도적이다.

## 그 외
1910년 봄에 캘빈 브리지스와 토머스 헌트 모건은 컬럼비아 대학교의 동물학 연구소에서 일하는 동안 노랑초파리의 성염색체의 비분리를 발견하였다.
2019년, 프랑스의 Université de Rennes 및 Université Grenoble Alpes 대학 출신의 CNRS 연구팀이 세포분열을 통해 분리된 염색체의 배치가 양쪽 딸세포로 동등하게 들어가지 않고 한쪽으로 쏠렸을 때, 두 딸세포의 세포질이 아직 분리되지 않은 상황일 경우 세포질분열 중에 장력을 이용하여 "통째로 세포를 밀어서" 불균일한 염색체 배치를 바로잡는 기작이 있다는 것을 발견하였다.